# Isla Pasto
La Isla Pasto (del inglés: Grass Island) situada a (54°9′S 36°40′O / -54.150, -36.667) es una conspicua isla de 30 ha ubicada en la entrada de la antigua estación ballenera de Stromness, en la Bahía Stromness de la isla San Pedro del archipiélago de las Islas Georgias del Sur. 
Además se encuentra al norte de la punta Tönsberg y al sudeste de punta Puerto. Fue conocida como Isla Mutton desde 1912, pero desde 1920 el nombre isla Pasto ha sido consistentemente usado.
La isla es administrada por el Reino Unido como parte del territorio británico de ultramar de las Islas Georgias del Sur y Sandwich del Sur, pero también es reclamada por la República Argentina que la considera parte del departamento Islas del Atlántico Sur dentro de la Provincia de Tierra del Fuego, Antártida e Islas del Atlántico Sur.

## Historia
Durante la Guerra de las Malvinas, entre el 22 y el 23 de abril de 1982, después de que un grupo del Special Boat Service británico fuera atrapado por la nieve en la Bahía Cumberland Este, fuerzas del Special Air Service ocuparon la isla Pasto desde el HMS Antrim (D18) y lanzaron desde allí su ataque sobre las posiciones argentinas.
En 2000, la isla se volvió libre de ratas después de que un equipo neozelandés ayudara a eliminarlas.